# Wysokie (powiat bialski)
Wysokie – wieś w Polsce położona w województwie lubelskim, w powiecie bialskim, w gminie Międzyrzec Podlaski. Przez wieś przebiega droga krajowa nr 2.
W latach 1931–1972 znajdowało się w granicach Międzyrzeca Podlaskiego. W latach 1975–1998 miejscowość należała administracyjnie do województwa bialskopodlaskiego.
Wieś jest sołectwem w gminie Międzyrzec Podlaski. Według Narodowego Spisu Powszechnego z roku 2011 wieś liczyła 488 mieszkańców.
Wierni Kościoła rzymskokatolickiego należą do parafii św. Józefa Oblubieńca Najświętszej Marii Panny w Międzyrzecu Podlaskim.

## Historia
Wysokie w wieku XIX – wieś i folwark w ówczesnym powiecie radzyńskim (1867–1975), gminie Zahajki, parafii Międzyrzec. W roku 1886 wieś posiadała 26 domów i  158 mieszkańców z gruntem 1005 mórg. 
Według spisu z r. 1827 było tu 19 domów i 127 mieszkańców